# Allelidea ctenostomoides
Allelidea ctenostomoides is een keversoort uit de familie mierkevers (Cleridae). De wetenschappelijke naam van de soort is voor het eerst geldig gepubliceerd in 1839 door G.R. Waterhouse.